# مبرهنة أبولونيوس

الأخضر + الأزرق = الأحمر.

في الهندسة الرياضية، مبرهنة أبولونيوس هي مبرهنة تعطي العلاقة بين عدة عناصر في المثلث. تم وضع هذه المبرهنة من قبل أبولونيوس بيرغا. 
تقول هذه المبرهنة بأنه في مثلث ABC، إذا كانت D أي نقطة على BC بحيث أنها تقسم BC بالنسبة n:m، عندها تتحقق المعادلة:
{\displaystyle mAB^{2}+nAC^{2}=mBD^{2}+nDC^{2}+(m+n)AD^{2}.}